# Drake & Josh
Drake & Josh é uma sitcom criada por Dan Schneider e originalmente transmitida pela Nickelodeon. Estreado por Drake Bell e Josh Peck, o seriado segue os meios-irmãos Drake Parker e Josh Nichols, que começam a viver juntos apesar de terem personalidades opostas. O elenco principal é completado por Nancy Sullivan, Jonathan Goldstein e Miranda Cosgrove.
Criado por Dan Schneider, o seriado foi inspirado nas personalidades reais dos protagonistas Bell e Peck, e decorreu de 11 de janeiro de 2004 a 16 de setembro de 2007, totalizando 56 episódios distribuídos em quatro temporadas. O seriado também originou dois telefilmes, Drake & Josh Go Hollywood (2006) e Merry Christmas, Drake & Josh (2008). A canção tema de abertura, "I Found a Way", foi escrita por Drake Bell e Backhouse Mike, com performance de Bell.
Drake & Josh foi um sucesso de audiência, atraindo 3,2 milhões de espectadores em sua estreia, e consistentemente classificada como uma das séries mais assistidas em seu público durante sua exibição. Ganhou 2 Nickelodeon Kids' Choice Awards e 2 UK Kids' Choice Awards, além de ter sido indicada a 7 outros prêmios, incluindo o Young Artist Awards e o Casting Society of America. Outras mídias incluem livros, lançamentos em DVD e VHS, singles promocionais e videogames baseados na série.

## Sinopse
Drake Parker e Josh Nichols são dois meios-irmãos que vivem em San Diego, Califórnia, com a mãe biológica de Drake e a astuta irmã mais nova Megan; e o pai biológico de Josh. Drake é um estudante popular e músico, enquanto Josh Nichols é um aluno exemplar, mas desajeitado e com dificuldades em socializar. Os dois meninos costumam se envolver em aventuras e desafios cômicos, enquanto também lidam com uma série de problemas na adolescência.

## Elenco

### Principal
- Drake Bell como Drake Parker: irmão biológico de Megan, meio-irmão de Josh, filho biológico de Audrey, enteado de Walter.[3][4]
- Josh Peck como Josh Nichols: meio-irmão de Drake e Megan, enteado de Audrey, filho biológico de Walter.[3][4]
- Nancy Sullivan como Audrey Parker-Nichols: madrasta de Josh, mãe biológica de Drake e Megan.[3][4]
- Jonathan Goldstein como Walter Nichols: pai biológico de Josh e padrasto de Drake e Megan.[3][4]
- Miranda Cosgrove como Megan Parker: irmã biológica de Drake, meia-irmã de Josh, filha biológica de Audrey, enteada de Walter.[3][4]

### Recorrente
- Yvette Nicole Brown como Helen Ophelia Dubois, gerente do cinema Premiere e chefe de Josh.[3]
- Alec Medlock como Craig Ramirez, amigo de Josh.[4]
- Scott Halberstadt como Eric Blonowitz, outro amigo de Josh.[4]
- Allison Scagliotti como Mindy Crenshaw, namorada e ex-rival de Josh em ciências.[3]
  - Foi interpretada por Frances Callier em um episódio[nota 1]
- Jerry Trainor como Steve "Doido", funcionário do Premiere.[3]
- Jake Farrow como Gavin Mitchell, outro funcionário do Premiere
- Julia Duffy como Srª. Hayfer, professora de Drake e Josh na Bellview High School
- Roark Critchlow como Dr. Jeff Glazer, um médico que mora do outro lado da rua de Drake e Josh, que geralmente cobra muito pelas consultas, embora não faça muita coisa.

## Episódios
| Temporada | Temporada | Episódios | Episódios | Originalmente exibido  | Originalmente exibido   |
| Temporada | Temporada | Episódios | Episódios | Estreia da temporada   | Final da temporada      |
| --------- | --------- | --------- | --------- | ---------------------- | ----------------------- |
|           | 1         | 6         | 6         | 11 de janeiro de 2004  | 22 de fevereiro de 2004 |
|           | 2         | 14        | 14        | 14 de março de 2004    | 28 de novembro de 2004  |
|           | 3         | 17        | 17        | 2 de abril de 2005     | 8 de abril de 2006      |
|           | 4         | 19        | 19        | 24 de setembro de 2006 | 16 de setembro de 2007  |
|           | Filmes    | 2 filmes  | 2 filmes  | 6 de janeiro de 2006   | 5 de dezembro de 2008   |

## Produção
Drake Bell e Josh Peck já haviam atuado juntos em The Amanda Show, um programa televisivo criado por Dan Schneider, que se inspirou nas personalidades diferentes de Bell e Peck para criar um novo programa, no qual os atores interpretaram personagens com características semelhantes às suas. Um episódio piloto foi esboçado e apresentou Stephen Furst como Walter Nichols, embora ele estivesse ocupado com outro projeto quando as filmagens iniciaram e, por consequência, Jonathan Goldstein foi escolhido para o papel. Uma casa no bairro de Encino, em Los Angeles, foi usada para as fotografias externas da residência da família, enquanto cenas internas foram filmadas em um palco sonoro nos estúdios Nickelodeon on Sunset, em Hollywood. Em janeiro de 2005, o estúdio Tribune também foi usado como local de filmagem.
A produção foi suspensa no final de dezembro de 2005, depois que Bell foi ferido em um acidente de carro. Bell havia filmado três episódios da quarta temporada antes do acidente. As filmagens foram retomadas em março de 2006. No mês seguinte, a Nickelodeon ganhou mais sete episódios pela quarta temporada, e Bell e Peck também assinaram contrato para dirigir vários episódios. Com a temporada prolongada, era esperado que as filmagens continuassem até julho de 2006.

## Recepção e legado
O primeiro episódio foi assistido por 3,2 milhões de espectadores, tornando-se a estreia mais bem avaliada da Nickelodeon em quase dez anos. Em 2006, Drake & Josh classificaram consistentemente entre os dez programas de TV a cabo mais assistidos da semana, sendo a série mais bem cotada entre crianças de dois a onze anos de idade. A média foi de três milhões de espectadores na época, provando ser popular entre os espectadores mais jovens.